# Gunaroš
Gunaroš (srbsky Гунарош, maďarsky Gunaras) je vesnice v autonomní oblasti Vojvodina v Srbsku. Administrativně je součástí opštiny Bačka Topola. V roce 2011 zde žilo 1 259 obyvatel. 97% obyvatel je maďarské národnosti.